# Bicolorana
Bicolorana is een geslacht van rechtvleugeligen uit de familie sabelsprinkhanen (Tettigoniidae). De wetenschappelijke naam van dit geslacht is voor het eerst geldig gepubliceerd in 1941 door Zeuner.

## Soorten
Het geslacht Bicolorana omvat de volgende soorten:
- Bicolorana bicolor (Philippi, 1830) - Lichtgroene sabelsprinkhaan
- Bicolorana burri (Uvarov, 1921)
- Bicolorana kraussi (Padewieth, 1900)